# تینگمتن
تینگمتن (به هلندی: Tiengemeten) یک منطقهٔ مسکونی در هلند است که در کورن‌دیک واقع شده‌است. تینگمتن ۱۰ نفر جمعیت دارد.